# Фридрик Олафссон
Фридрик Олафссон (исл. Friðrik Ólafsson; 26 января 1935, Рейкьявик — 4 апреля 2025, Рейкьявик) — исландский шахматист, гроссмейстер (1958), четвёртый президент в истории ФИДЕ (1978—1982), юрист. Единственный президент ФИДЕ, остававшийся во время своих полномочий шахматистом-практиком.

## Биография
Родился 26 января 1935 года в Рейкьявике. Родители: Оулавюр Фридрихссон (Ólafur Friðriksson; 14 февраля 1905 — 19 октября 1983), продавец и президент Исландской шахматной федерации (Skáksamband Íslands, ICF) и Сигридюр Аугуста Доротея Симонардоуттир (Sigríður Ágústa Dóróthea Símonardóttir; 8 января 1908 — 9 декабря 1992), домохозяйка. У Фридрика две сестры: Маргрьет (Margrét Ólafsdóttir; род. 28 ноября 1930), домохозяйка и Ауста  (Ásta Ólafsdóttir; род. 26 января 1932), домохозяйка.
По образованию юрист.
Чемпион Исландии (1952—1953, 1957) и северных стран (1953, 1971). В 1955 разделил 1-2-е место на турнире в Гастингсе; выиграл турнир в Рейкьявике (1956). Одержал победу в матче с Г. Пильником — 5 : 1 (1957). Успешно выступал в розыгрыше первенства мира (1957—1960): зональный турнир ФИДЕ (Вагенинген, 1957) — 2-е место; межзональный турнир в Портороже (1958) — 5-6-е место. В турнире претендентов (Югославия, 1959) занял 7-е (предпоследнее) место. Показал высокие результаты в ряде других крупных международных соревнований: Лос-Анджелес (Кубок Пятигорского, 1963) — 3-4-е место (с М. Найдорфом), Рейкьявик (1966, 1972 и 1976) — 1-е, 1-3-е и 1-2-е места; Вейк-ан-Зее (1976) — 1-2-е место. С 1952 года неоднократно возглавлял команду Исландии на олимпиадах; в 1962 году показал лучший результат на 1-й доске (14 очков из 18). В XXI веке продолжил время от времени участвовать в соревнованиях. В 2003 году выиграл матч со счётом 5-3 у Бента Ларсена.
В качестве запасного игрока участвовал в «Матче века» 1970 (единственную сыгранную партию проиграл Смыслову).
Член символического клуба победителей чемпионов мира Михаила Чигорина с 1 ноября 1980.
Шахматист активного позиционного стиля, не избегающий тактических осложнений.
До 1974 работал в Министерстве юстиции Исландии).
В 1978 году избран четвёртым в истории ФИДЕ президентом.
С 1984 по 2005 год — заведующий альтингом.
Фридрик Олафссон скончался в паллиативном отделении Национальной университетской больницы (Ландспитали) 4 апреля 2025 года, в возрасте 90 лет.

## Личная жизнь
Женат на домохозяйке Эйдюр Юлиусдоуттир (Auður Júlíusdóttir; род. 4 марта 1941), две дочери: Бергльоут (Bergljót; род. 24 августа 1962), домохозяйка и Ауслёйг (Áslaug; род. 17 августа 1969), юрист.

## Изменения рейтинга
| Графики недоступны из-за технических проблем. См. информацию на Фабрикаторе и на mediawiki.org. |

## Книги
- Skákbók ab Fischer gegu Spassky, Reykjavik, 1973 (соавтор).